# Uroczyska Lasów Starachowickich
Uroczyska Lasów Starachowickich este o arie protejată (sit de importanță comunitară — SCI) din Polonia întinsă pe o suprafață de 2.349,18 ha, integral pe uscat.

## Localizare
Centrul sitului Uroczyska Lasów Starachowickich este situat la coordonatele 51°04′35″N 21°06′39″E / 51.0763°N 21.1107°E.

## Înființare
Situl Uroczyska Lasów Starachowickich a fost declarat sit de importanță comunitară în octombrie 2009 pentru a proteja 1 specie de animale.

## Biodiversitate
Situată în ecoregiunea continentală, aria protejată conține 7 habitate naturale: Lacuri eutrofice naturale cu vegetație de tip Magnopotamion sau Hydrocharition, Liziere de ierburi înalte hidrofile de câmpie și de nivel montan până la alpin, Fânețe de joasă altitudine (Alopecurus pratensis, Sanguisorba officinalis), Păduri de stejar și carpen Galio-Carpinetum, Mlaștini împădurite, Păduri aluvionare cu Alnus glutinosa și Fraxinus excelsior (Alno-Padion, Alnion incanae, Salicion albae), Păduri de brad Holy Cross (Abietetum polonicum).
La baza desemnării sitului se află o specie protejată de  nevertebrate: Ophiogomphus cecilia.